# Jens-Reidar Larsen
Jens-Reidar Larsen, né à Kristiansand (Norvège) le 8 mai 1895 et mort à Cognac (Charente) le 20 mars 1980, est un homme d'affaires norvégien.
Il a fondé en 1926 la société de cognac Larsen, "Le cognac des Vikings", dont le siège est à Cognac. À partir de 1950, il a introduit des bouteilles en forme de navires vikings, nommés drakkar, qui restent aujourd'hui iconiques de la marque. 

## Biographie

### Jeunesse

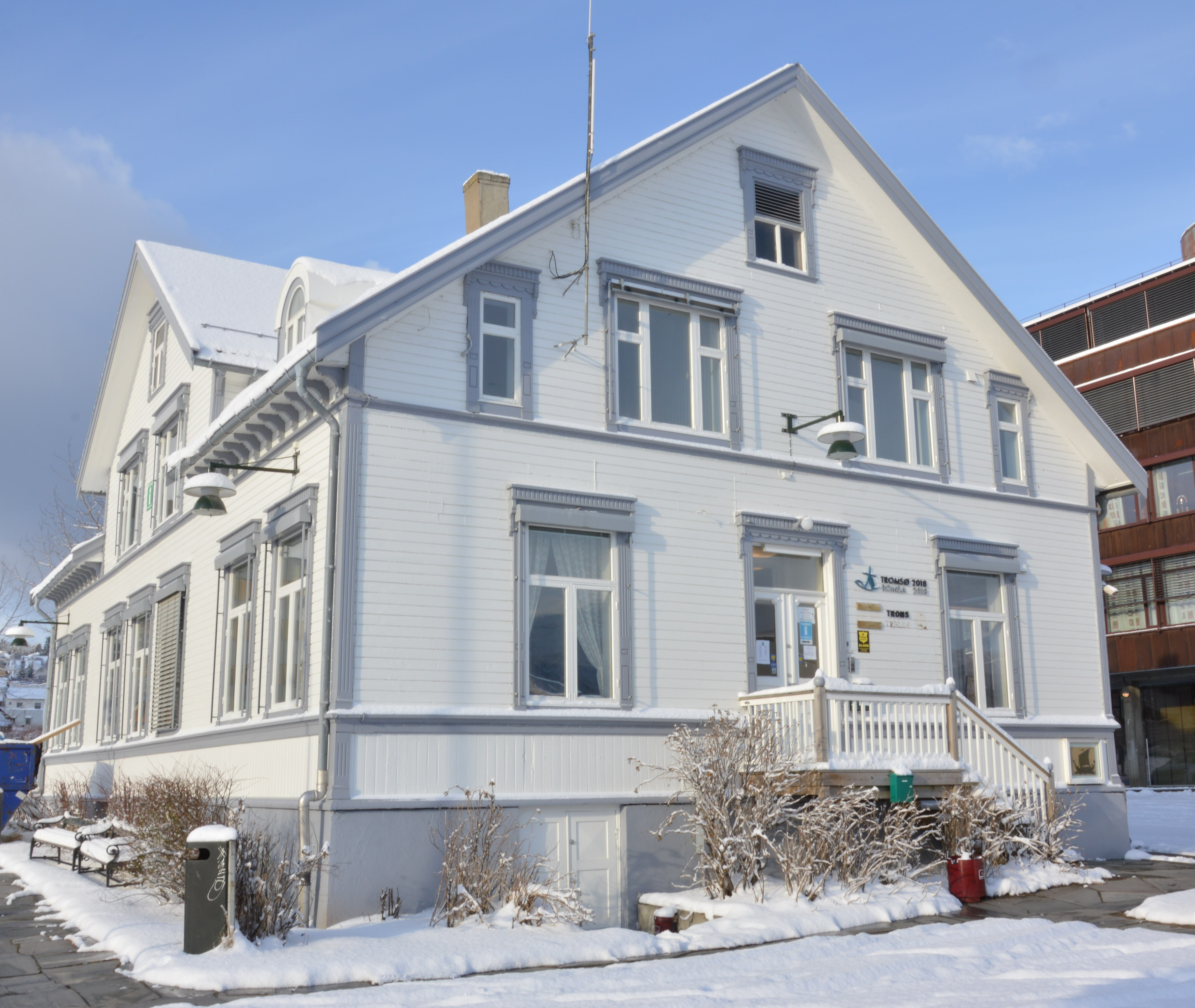
Musée Larsen à Tromsø (Norvège), ancien bureau de poste où le père de Jens-Reidar Larsen était receveur.

Il était à l'origine un skipper de Tromsø en route pour l'Amérique pour terminer ses études, mais ayant mal navigué, il s'est retrouvé à Bordeaux. Dans cette ville il a commencé à travailler sur le vin et les spiritueux, avant de déménager à Cognac après s'être beaucoup intéressé à l'eau-de-vie.

### Vie professionnelle

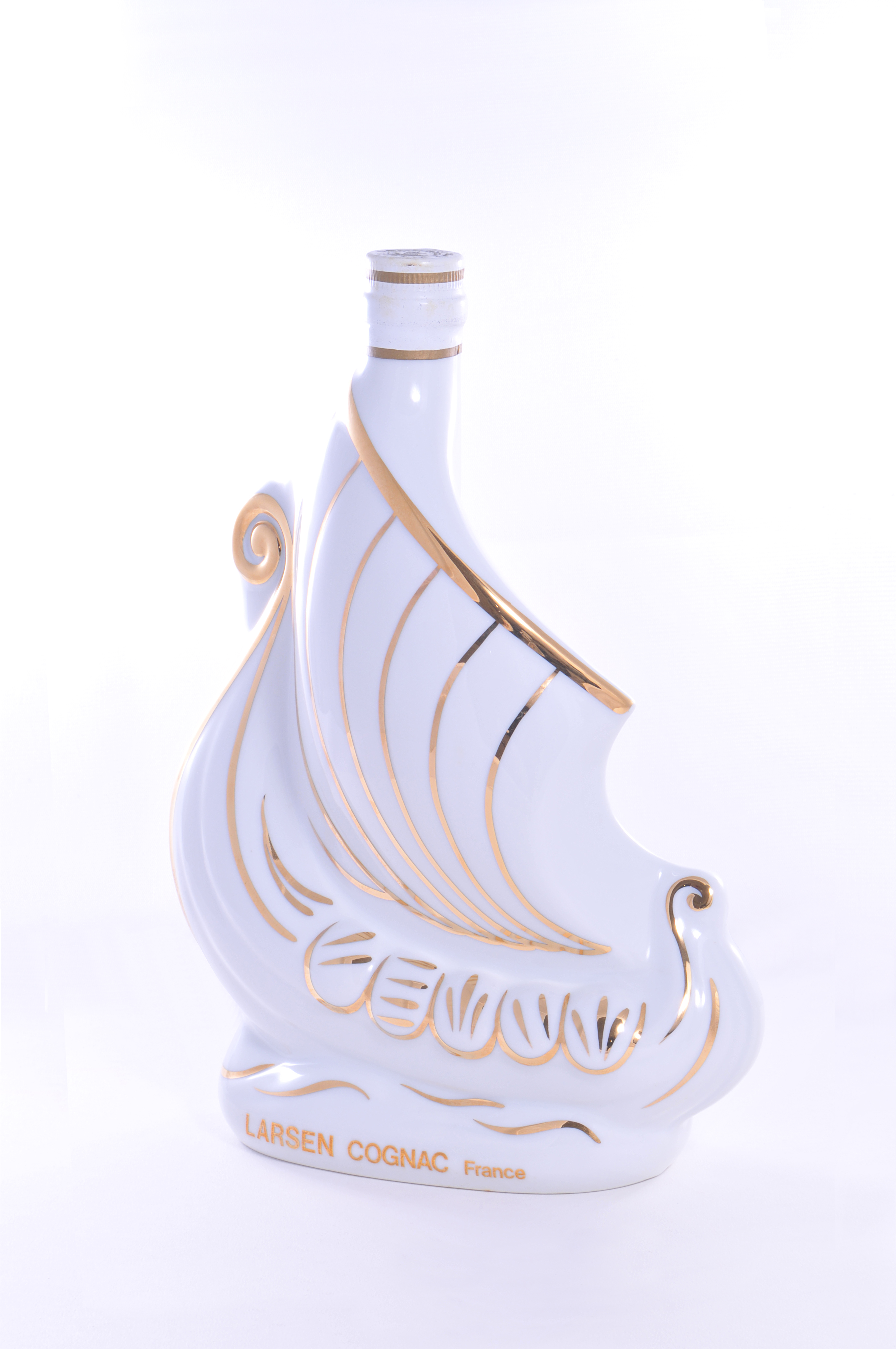
Bouteille de cognac Larsen, reprenant la forme d'un drakkar (bateau viking).

À Cognac, il a d'abord travaillé pour la maison Cognac Prunier, puis a acheté une maison Cognac (Joseph Gautier) en 1926, et a lancé sa propre marque : Larsen. Il avait le thème Viking dès le début, et à partir des années 1950, il a introduit des bouteilles en forme de bateau viking (drakkar), pour lesquelles la maison est connue aujourd'hui. Le slogan est très tôt devenu "Le cognac des Vikings".

### Postérité
Jens-Reidar Larsen a épousé une femme de Cognac, Gilette Larsen née Gourgand, et ensemble ils ont donné naissance à leur fils Jean et leur fille Anne-Marie. C'est Jean qui a ensuite repris la maison et a très bien réussi, surtout avec les exportations. Les fils de Jean, Frédéric et Nicolas Larsen, ont par la suite repris l'opération.
Aujourd'hui, la marque n'appartient plus aux descendants de Jens-Reidar Larsen, depuis que ceux-ci l'ont revendue à la marque Cointreau. Eux-mêmes l'ont revendue peu de temps après à Altia, marque nordique de spiritueux, qui reste de nos jours propriétaire du cognac Larsen. Le cognac Larsen est la première marque de cognac dans les pays nordiques.